# Raz-de-marée de la Toussaint en 1170
Pour les articles homonymes, voir Inondation de la Toussaint.
Le raz-de-marée de la Toussaint de 1170 est une inondation importante, un raz-de-marée de la mer du Nord, qui a détruit le cordon dunaire entre Huisduinen et Texel, et qui s'est produit dans la nuit du 1 au 2 novembre 1170. Le ruisseau du Marsdiep qui se déversait dans la mer du Nord est devenu un bras de mer. La forêt de Creil, située entre Texel et Medemblik, fut engloutie. Texel et Wieringen devinrent des îles. D'après les Annales d'Egmont, les effets de marée se sont fait sentir jusqu'à la ville d'Utrecht.
Cette inondation marque peut-être le début de l'agrandissement du lac Almere et son ouverture sur la Mer du Nord, cette catastrophe donnant naissance à la mer des Wadden et au Zuiderzee. Les sources de cette époque sont très rares.

## Source
- (nl) Cet article est partiellement ou en totalité issu de l’article de Wikipédia en néerlandais intitulé « Allerheiligenvloed (1170) » (voir la liste des auteurs).